# William Holmes
Pour les articles homonymes, voir Holmes.
Ne pas confondre avec l'acteur américain William J. Holmes (1877-1946).

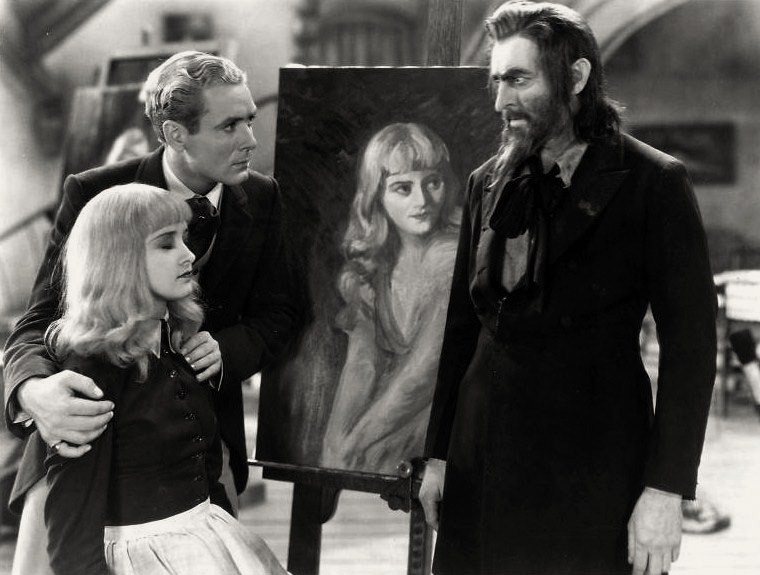
Svengali (1931) : Marian Marsh, Bramwell Fletcher et John Barrymore (de g. à d.)

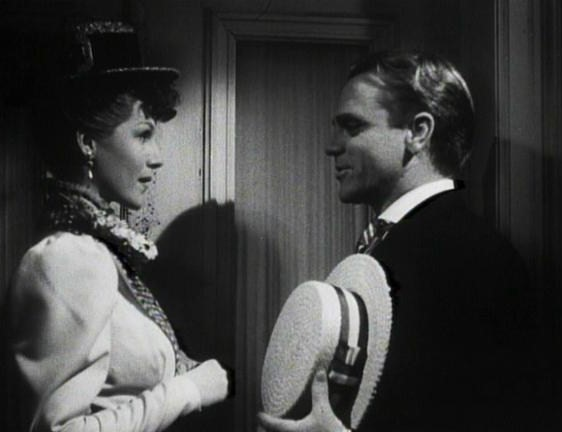
The Strawberry Blonde (1941) :
Rita Hayworth et James Cagney

William (Jefferson) Holmes est un monteur américain, né le 23 février 1904 en Illinois (lieu à préciser), mort le 2 février 1978 à Los Angeles (Californie).

## Biographie
William Holmes débute comme assistant-monteur sur Ben-Hur de Fred Niblo (avec Ramón Novarro dans le rôle-titre), sorti en 1925, puis est monteur sur cinquante-cinq autres films américains à partir de 1927, principalement au sein de la Warner Bros.
Mentionnons Svengali d'Archie Mayo (1931, avec John Barrymore et Marian Marsh), Je suis un évadé de Mervyn LeRoy (1932, avec Paul Muni et Glenda Farrell), Betsy de Frank Borzage (1936, avec Marion Davies et Dick Powell), Victoire sur la nuit d'Edmund Goulding (1939, avec Bette Davis et George Brent), ou encore La Charge fantastique de Raoul Walsh (1941, avec Errol Flynn et Olivia de Havilland).
Le dernier film qu'il monte est L'amour n'est pas en jeu de John Huston (avec Bette Davis et Olivia de Havilland), sorti en 1942.
Sergent York d'Howard Hawks (1941, avec Gary Cooper et Walter Brennan) lui permet de gagner l'Oscar du meilleur montage en 1942, année où il se retire.

## Filmographie partielle
- 1925 : Ben-Hur (Ben-Hur : A Tale of the Christ) de Fred Niblo (assistant-monteur)
- 1927 : Flying Luck d'Herman C. Raymaker
- 1928 : A Perfect Gentleman de Clyde Bruckman
- 1928 : Romance of a Rogue de King Baggot
- 1929 : Gold Diggers of Broadway de Roy Del Ruth
- 1929 : The Aviator de Roy Del Ruth
- 1930 : Hold Everything de Roy Del Ruth
- 1930 : Charivari (The Life of the Party) de Roy Del Ruth
- 1931 : Illicit d'Archie Mayo
- 1931 : La Route de Singapour (The Road to Singapore) d'Alfred E. Green
- 1931 : Manhattan Parade de Lloyd Bacon
- 1931 : Svengali d'Archie Mayo
- 1932 : L'Homme qui jouait à être Dieu (The Man Who Played God) de John G. Adolfi
- 1932 : The Purchase Price de William A. Wellman
- 1932 : Je suis un évadé (I Am a Fugitive from a Chain Gang) de Mervyn LeRoy
- 1932 : Mon grand (So Big!) de William A. Wellman
- 1933 : Capturé (Captured) de Roy Del Ruth
- 1933 : Un danger public de Lloyd Bacon
- 1933 : The World Changes de Mervyn LeRoy
- 1934 : Mademoiselle Général (Flirtation Walk) de Frank Borzage
- 1934 : L'Homme aux deux visages (The Man with Two Faces) d'Archie Mayo
- 1935 : Sur le velours (Living on Velvet) de Frank Borzage
- 1935 : Amis pour toujours (Shipmates Forever) de Frank Borzage
- 1935 : Bureau des épaves (Stranded) de Frank Borzage
- 1935 : Émeutes (Frisco Kid) de Lloyd Bacon
- 1936 : Caïn et Mabel (Cain and Mabel) de Lloyd Bacon
- 1936 : Brumes (Ceiling Zero) d'Howard Hawks
- 1936 : Betsy (Hearts Divided) de Frank Borzage
- 1937 : Le Rescapé (The Go Better) de Busby Berkeley
- 1937 : La Révolte (San Quentin) de Lloyd Bacon
- 1937 : Sous-marin D-1 (Submarine D-1) de Lloyd Bacon
- 1937 : Bataille de dames (Ever Since Eve) de Lloyd Bacon
- 1938 : La Peur du scandale (Fools for Scandal) de Mervyn LeRoy et Bobby Connolly
- 1938 : Le Vantard (Boy Meets Girl) de Lloyd Bacon
- 1938 : Les Cadets de Virginie (Brother Rat) de William Keighley
- 1939 : Les Ailes de la flotte (Wings of the Navy) de Lloyd Bacon
- 1939 : Victoire sur la nuit (Dark Victory) d'Edmund Goulding
- 1939 : Le Vainqueur (Indianapolis Speedway) de Lloyd Bacon
- 1940 : Ville conquise (City of Conquest) d'Anatole Litvak
- 1940 : L'Étrange Aventure (Brother Orchid) de Lloyd Bacon
- 1941 : The Strawberry Blonde de Raoul Walsh
- 1941 : Sergent York (Sergeant York) d'Howard Hawks
- 1941 : La Charge fantastique (They Died with Their Boots On) de Raoul Walsh
- 1942 : L'amour n'est pas en jeu (In This Our Life) de John Huston

## Récompense
- 1942 : Oscar du meilleur montage, pour Sergent York.